# Casque de Guisborough

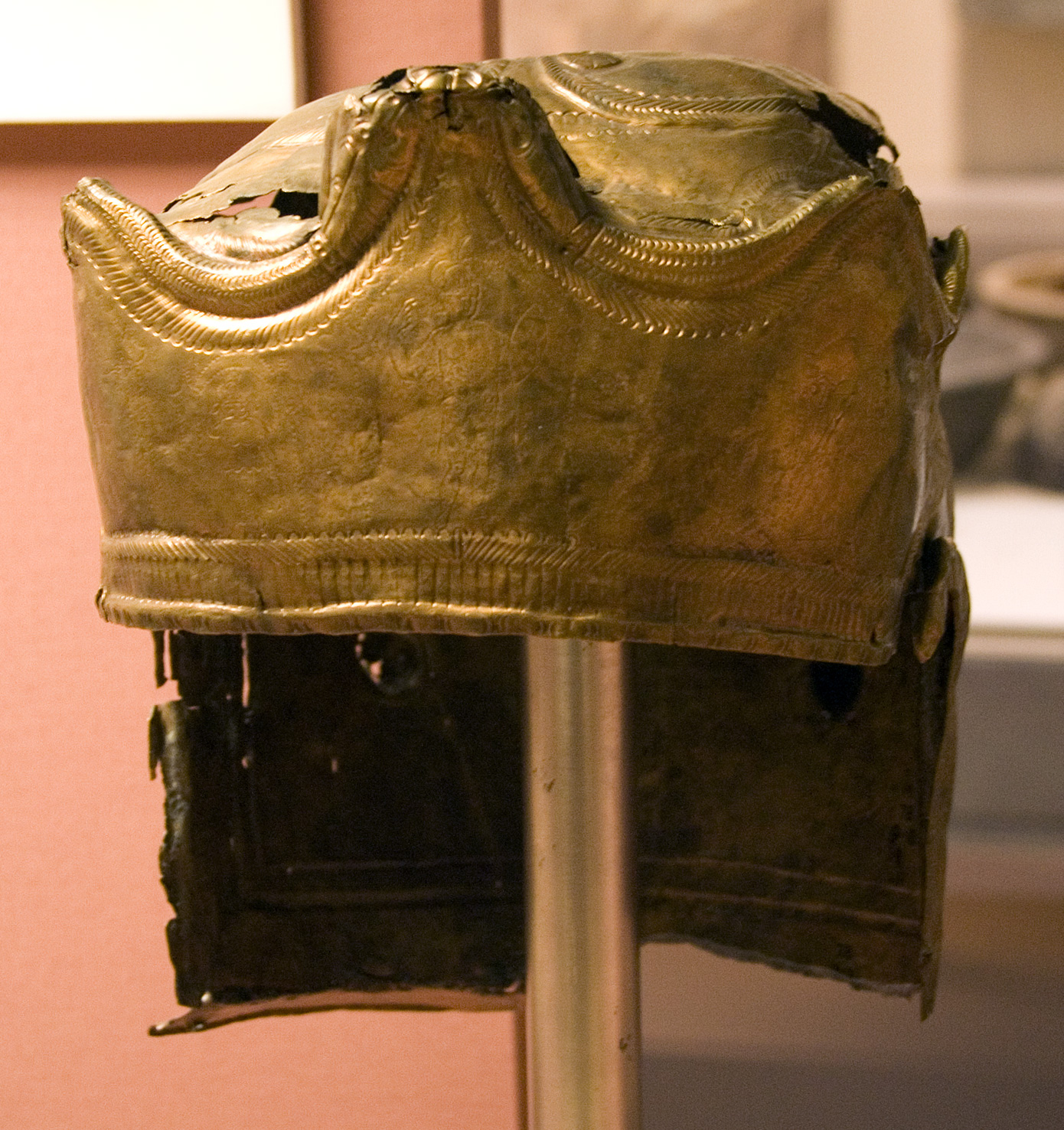
Le casque de Guisborough

Le casque de Guisborough est un casque romain de cavalerie en bronze, trouvé en 1864 près de Guisborough, dans le Yorkshire du Nord, en Angleterre. Il était monté d'origine avec une paire de pièces de protection des joues, qui n'ont pas été retrouvées ; les trous par lesquels ces protections étaient attachées sont visibles à l'avant des protections d'oreilles. Il est doté d'un riche décor en relief, avec des figures à la fois gravées et embouties, indiquant que c'était un casque d'apparat, probablement utilisé dans des parades ou des tournois, mais il peut très bien avoir été porté sur le champ de bataille. Le casque a été trouvé au cours de travaux de voirie, soigneusement disposé dans ce qui semble avoir été un dépôt aménagé dans un lit de gravier, loin de tout site romain connu. Après sa découverte, il fut remis au British Museum à Londres, où il a été restauré et où il est désormais exposé.

## Conception et origines

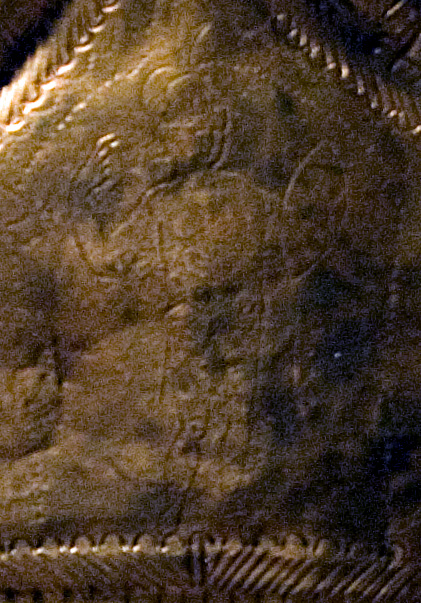
Détail de la figure de Mars, au centre de la pièce frontale du casque.

Le casque, exécuté en bronze - du moins un alliage riche en cuivre - remonte au IIIe siècle. La visière est décorée de figures gravées et embouties qui représentent des édicules abritant des divinités : la Victoire, Mars et Minerve, toutes associées à la guerre. Des cavaliers en parade sont représentés entre les figures. La bande frontale présente un diadème à trois sommets bordés de serpents enroulés dont les têtes se rencontrent au centre, formant une arche au-dessus de la figure centrale de Mars. L'arrière du casque présente deux bosses, surmontées de rosaces et de fleurs. Les côtés et le haut du casque sont agrémentés de motifs de plumes gaufrés. 
Le style est semblable à celui que l'on trouve à Worthing, Norfolk et Chalon-sur-Saône. Malgré leur minceur et leur décoration somptueuse, on pense que de tels casques ont pu être utilisés dans des combats, ainsi que dans les parades ou hippika gymnasia (cavalcades ou tournois de cavalerie).
Le casque reste assez énigmatique. Il a été enterré dans un état comprimé et plié, isolé de tout autre objet de la même période et en retrait de tout site romain connu ; les raisons de son dépôt à cet endroit restent donc incertaines, à l'écart de tout établissement militaire ou forteresse. Cependant, l'historien néerlandais Johan Nicolay a identifié un « cycle de vie » pour les équipements militaires romains, selon lequel les anciens soldats pouvaient rapporter chez eux certains objets en souvenir de leur service, pour des dépôts votifs ou les accompagner lors de leurs funérailles. Un autre casque de cavalerie romain, connu sous le nom de casque Crosby Garrett, a été découvert en Cumbrie en mai 2010 dans un contexte similaire, lui aussi à l'écart de toute colonie connue et plié avant d'être enterré - ce qui suggère qu'il a pu faire partie d'une offre votive ou d'un dépôt enterré à des fins de protection.

## Découverte et restauration

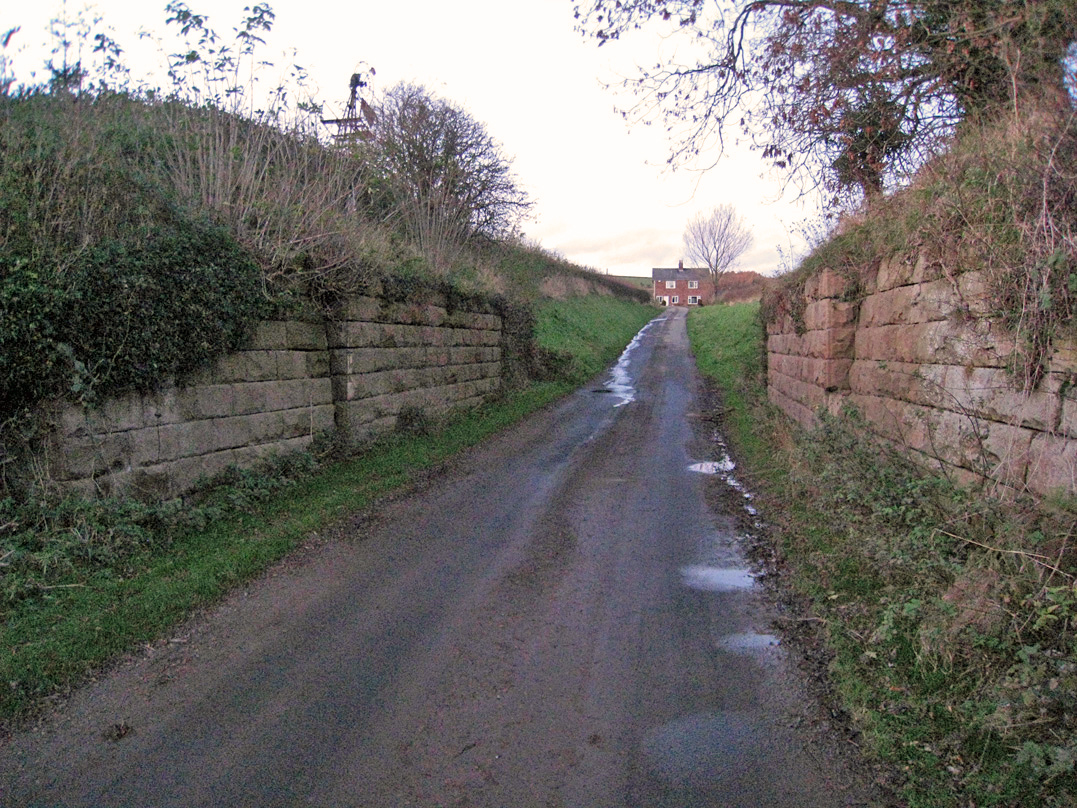
Lieu de découverte du casque, sur le chantier d'une ligne de chemin de fer aujourd'hui supprimée.

Le casque a été découvert le 19 août 1864 à la ferme de Barnaby Grange, à 3 km à l'ouest du centre-ville de Guisborough. Il a été trouvé profondément enterré sur un lit de gravier, lors de travaux routiers réalisés pour la Compagnie du Compagnie du chemin de fer de Cleveland (en). Le révérend J.C. Atkinson a décrit les circonstances de sa découverte dans un article pour The Gentleman's Magazine, en septembre 1864 :

« Peu de temps avant la découverte, on avait jugé opportun de remplacer le passage à niveau existant à Barnaby Grange Farm, qui traverse la voie de chemin de fer de Cleveland, par un passage inférieur sous la ligne. En poursuivant l'excavation nécessaire, et après avoir atteint une profondeur de quelques pieds, on exhuma une variété d'os d'animaux, la plupart en très bonne conservation, avec une abondance de phosphate de fer terreux les entourant. Ces os ont été soigneusement recueillis et ont maintenant accumulé une masse considérable... Mais le plus remarquable des objets non-osseux était une plaque de métal pliée et doublée, gravée et emboutie. »

Aucun autre artefact n'a été trouvé sur le site et les os ne semblent avoir aucun lien avec le casque. Ils avaient été apparemment déposés naturellement par le cours d'eau préhistorique qui avait déposé le lit de gravier. Atkinson note que l'artefact du casque était dans un état remarquablement bon malgré son antiquité évidente et les dommages qui lui avaient été causés :

« Outre le double pliage auquel il a été soumis, il est remarquablement bien conservé. Il est corrodé à un degré à peine perceptible dans une partie visible, mais il est aussi brillant que le jour où il a été déposé dans sa cachette. Il n'est pas non plus abîmé ni bosselé, sauf là où l'a frappé la pioche de l'ouvrier. De fait, il n'est même pas rayé. »

Il remarque que l'objet semblait avoir été « délibérément enterré dans un trou creusé dans ce but, ce que semble confirmer l'état non cabossé et même sans rayures de toute sa surface visible ».
Son état écrasé l'avait empêché d'être immédiatement reconnaissable comme un casque, bien que son ornementation fût clairement visible. Atkinson décrit ainsi la décoration extérieure :

« L'ornementation principale se trouve au-dessous des effigies de deux serpents tout à la fois en fort relief et en creux marqué, avec leurs têtes réunies. Les corps des serpents sont disposés symétriquement, après avoir pris une direction ascendante pour joindre la partie centrale de la plaque. Mais ces détails ne peuvent être vérifiés tant que l'objet reste dans sa condition actuelle. Outre les serpents, dont les écailles sont représentées par des séries régulières de lignes courbes soigneusement gravées, on remarque d'autres projections en relief ; des figures de personnages, apparemment armés de manière assez semblable à ce qu'était l'équipement des soldats grecs, sont visibles sur une autre partie. Outre ces figures, d'autres ornements gravés sont visibles çà et là. »

Il a d'abord été identifié de manière incorrecte comme une cuirasse d'âge et d'origine inconnus (Atkinson pensait qu'il s'agissait d'une « fabrication orientale »). Thomas Richmond, un historien local, l'avait mal attribué en 1868 « à une fabrication celtique tardive, ou à la période anglo-saxonne précoce ».
En 1878, Frederick B. Greenwood, propriétaire du terrain sur lequel le casque avait été trouvé, le présenta au British Museum. Il y fut restauré par Robert Cooper Ready, ce qui permit de mettre en évidence qu'il s'agissait en réalité d'un casque romain.
Il est actuellement exposé dans la section romaine britannique du British Museum, salle 49. Des casques semblables ont été trouvés ailleurs en Europe : le parallèle continental le plus proche est un casque trouvé dans la Saône, à Chalon-sur-Saône, en France, dans les années 1860.
Le casque de Guisborough représente désormais un type particulier de casque de cavalerie, nommé « type Guisborough », qui se distingue par trois festons en forme de coquilles au sommet de la visière.

### Note
- (en) Cet article est partiellement ou en totalité issu de l’article de Wikipédia en anglais intitulé « Guisborough Helmet » (voir la liste des auteurs).

### Sources
1. ↑  « British Museum collection database » (consulté le 17 novembre 2010)
2. 1 2  (en) H. Russell Robinson, The armour of imperial Rome, New York, Charles Scribner's Sons, cop., 1975, 200 p. (ISBN 978-0-684-13956-2), p. 102
3. ↑  A visual comparison of the Chalon and Guisborough Helmets, which are extremely similar, can be found in Jochen Garbsch, Römische Paraderüstungen (Beck, Munich, 1978), plate 31.
4. ↑  
(en) Pat Southern et Karen R Dixon, The late Roman Army, Londres, Routledge, 1996, 206 p. (ISBN 978-0-415-22296-9), p. 91-92
5. ↑  Phillips, Jenny; Rowe, Peter. Roman Teesside - Archaeological Booklet No. 3, p. 22. Tees Archaeology, 2004
6. ↑  
Nicolay, Johan. Armed Batavians: Use and Significance of Weaponry and Horse Gear from Non-military Contexts in the Rhine Delta (50 BC to AD 450). Amsterdam University Press - Amsterdam Archaeological Studies, 2008.  (ISBN 978-90-5356-253-6)
7. ↑  
Worrell, Sally. "LANCUM-E48D73 HELMET". Portable Antiquities Scheme.
8. 1 2 3 4  Atkinson, J.C. "Further Discovery of Relics connected with the Remote Occupants of Cleveland", p. 304-308. The Gentleman's Magazine, vol. 217, 1864
9. ↑  Richmond, Thomas. The local records of Stockton and the neighbourhood, p. 268. William Robinson, 1868
10. ↑  Proceedings of the Society of Antiquaries of London. Volume 7, p. 391. 1876.
11. ↑  Toynbee, Jocelyn M. C. Art in Britain under the Romans, p. 264. Clarendon Press, 1964.